# Schweinheim (Euskirchen)
Schweinheim is een plaats in de Duitse gemeente Euskirchen, deelstaat Noordrijn-Westfalen, en telt 407 inwoners (2006).